# Lipton International Players Championships 1992
Die Lipton International Players Championships 1992 waren ein Tennisturnier der WTA Tour 1992 für Damen und ein Tennisturnier des ATP Tour 1992 für Herren, welche zeitgleich vom 13. bis 22. März 1992 in Key Biscayne, Miami, Florida stattfanden.

## Herrenturnier
→ Hauptartikel: Lipton International Players Championships 1992/Herren

## Damenturnier
→ Hauptartikel: Lipton International Players Championships 1992/Damen